# هرستانة سفلي
هرستانة سفلي (بالإنجليزية: Horestaneh-ye Sofla)‏ هي قرية تقع في قسم كناررودخانه الريفي في إيران.